# Nguyễn Xuân Thuyết
Nguyễn Xuân Thuyết (sinh 1955) là đại biểu Quốc hội Việt Nam khóa 12, thuộc đoàn đại biểu Vĩnh Phúc.